# 1936 au Québec
Cet article traite des événements survenus en 1936 au Québec. 

## Événements

### Février
- 17 février : Joseph-Ernest Grégoire remporte l'élection municipale de Québec contre son adversaire Lucien-Hubert Borne. Il obtient une majorité de 13 330 voix[1].
- 29 février : le chef d'orchestre Wilfrid Pelletier reçoit un doctorat honoris causa de l'Université de Montréal[2].

### Mars
- 13 mars :
  - un éboulis à Saint-Tite-des-Caps cause la mort de 12 personnes[3].
  - le premier ministre Louis-Alexandre Taschereau procède à un remaniement ministériel. Joseph-Édouard Perrault devient procureur général et Hector Authier ministre de la Colonisation[4].
- 24 mars : début de la première session de la 19e législature. Le gouvernement Taschereau annonce sa participation au programme de pensions de vieillesse du fédéral. Le fonctionnement du programme du prêt agricole doit également être amélioré[5].

### Avril
- 30 avril : le discours du budget du trésorier Ralph Frederick Stockwell annonce un nouveau déficit pour l'année en cours. La dette québécoise atteint maintenant près de 135 millions $[6].

### Mai
- 7 mai : les audiences du Comité des comptes publics débutent. Celui-ci doit enquêter sur la gestion du gouvernement Taschereau au cours des dernières années[7].
- 9 au 12 mai : des témoins affirment que l'ancien ministre de la Colonisation Irénée Vautrin a subtilisé des fonds à son ministère pour des dépenses personnelles. Il aurait ainsi fait des voyages de pêche aux frais de la province[8].
- 30 mai : un témoin affirme que le fonctionnaire Charles Lanctôt a reçu près de 140 000 $ du gouvernement pour des frais de voyage depuis 1928[9].

### Juin
- 2 juin : une altercation a lieu entre députés unionistes et libéraux au Comité des comptes publics[10].
- 4 juin : Antoine Taschereau, frère du premier ministre, déclare avoir déposé 75 000 $ du trésor provincial à la Banque Canadienne Nationale de Saint-Pacôme afin d'y encourager son fils qui y était le gérant[11].
- 8 juin : Irénée Vautrin avoue s'être acheté une paire de pantalons à même les fonds de son ministère[12].
- 11 juin : le premier ministre Taschereau annonce sa démission. Son successeur, Adélard Godbout, dissout l'Assemblée législative et annonce des élections générales pour le 17 août[13].
- 19 juin : Paul Gouin annonce sa rupture avec Maurice Duplessis[14].
- 29 juin : le cabinet Godbout est assermenté. Parmi ses ministres, il y a T. D. Bouchard (Affaires municipales, Terres et Forêts) et Edward Stuart McDougall (trésorerie)[15].

### Juillet
- 1er juillet : le dirigeable allemand Hindenburg survole Montréal[16].
- 7 juillet : Hector Authier annonce son retrait de la vie politique[17].
- 31 juillet : le président américain Franklin Delano Roosevelt est reçu par plusieurs personnalités lors de sa visite à Québec[18].

### Août
- 15 août : à Louiseville, un train frappe un camion rempli de voyageurs qui revenaient d'une assemblée politique. Le bilan est de 22 morts et de 8 blessés[19].
- 17 août : l'Union nationale remporte l'élection générale avec 76 députés élus contre 14 pour le Parti libéral qui était au pouvoir depuis 1897. Le premier ministre Adélard Godbout perd même son comté de L'Islet[20].
- 26 août : le cabinet Duplessis est assermenté. Parmi ses ministres, citons Oscar Drouin (Terres et Forêts), Martin Beattie Fisher (Trésorerie), John Samuel Bourque ((Travaux publics), François Leduc (Voirie), Onésime Gagnon (Pêcheries) et William Tremblay (Travail). Ni Philippe Hamel ni Joseph-Ernest Grégoire n'en font partie[21].
- 27 août : Camillien Houde démissionne de son poste de maire de Montréal car il dit ne pas pouvoir s'entendre avec le nouveau gouvernement[22].

### Octobre
- 7 octobre : ouverture de la première session de la 20e législature[23].
- 26 octobre : présentation de la loi créant un Office du crédit agricole[24].
- 27 octobre : adoption de la loi créant un ministère de la Santé[25].

### Novembre
- 2 novembre : la Société Radio-Canada entre en fonction[26].
- 12 novembre :
  - adoption d'une loi assurant une coopération avec le fédéral dans son programme de pensions de vieillesse[27].
  - la session est prorogée[28].

### Décembre
- 15 décembre : Adhémar Raynault est élu maire de Montréal par une faible majorité[29].

## Naissances
- Andrée D'Amour (Astrologue)  († 27 octobre 2024)
- Robert Normand - (haut-fonctionnaire et Président-Éditeur journal Le Soleil) († 23 février 2023)
- 9 janvier - Jean-Hugues Boutin (administrateur et homme politique, maire d'Amos)
- 28 janvier - Roger Gosselin (reporter et animateur de la radio et de la télévision) († 11 février 2011)
- 13 février - Guy Bacon (gestionnaire et homme politique) († 24 décembre 2018)
- 28 février - Pierre Roy (homme d'affaires et homme politique) († 16 mars 2025)
- 29 février - Henri Richard (joueur de hockey) († 6 mars 2020)
- 1er mars - Monique Bégin (femme politique) († 8 septembre 2023)
- 12 mars - Gilbert Chénier (acteur) († 20 septembre 1975)
- 17 mars - Robert Demontigny (chanteur et animateur de television) († 27 janvier 2024)
- 17 avril - Pierre A. Michaud (juriste, juge en chef du Québec) († 17 mars 2023)
- 19 avril - Marcel Gagnon (agriculteur et homme politique) († 12 août 2025)
- 20 avril - Margot Lefebvre (chanteuse) († 19 décembre 1989)
- 21 avril - Reggie Fleming (joueur de hockey) († 11 juillet 2009)
- 6 mai - Bernard Lemaire (homme d'affaires, cofondateur de Cascades († 8 novembre 2023)
- 14 mai - Aline Chaîné (femme de Jean Chrétien) († 12 septembre 2020)
- 20 mai - Ronald France (acteur) († 17 juin 2011)
- 27 mai - Marcel Masse (homme politique) († 25 avril 2014)
- 1er juin - André Bourbeau (homme politique) († 25 mars 2018)
- 15 juin - Guy Coulombe (haut fonctionnaire spécialiste en économie sociale) († 22 juin 2011)
- 16 juin - Ronald Tétrault (homme d'affaires et homme politique)
- 22 juin - Jean Besré (acteur) († 14 mars 2001)
- 24 juin - Élizabeth Chouvalidzé (actrice)
- 26 juin - Jean-Claude Turcotte (archevêque de Montréal) († 8 avril 2015)
- 5 juillet - Claude Lafortune (animateur de télévision) († 19 avril 2020)
- 26 juillet - August Schellenberg (acteur) († 15 août 2013)
- 27 juillet - Hermann Mathieu (notaire et homme politique) († 28 mai 1998)
- 2 août - André Gagnon (musicien)  († 3 décembre 2020)
- 5 septembre - Robert Burns (homme politique et juriste) († 15 mai 2014)
- 17 septembre - Denise Gagnon (actrice et enseignante)  († 14 août 2024)
- 7 octobre - Charles Dutoit (chef d'orchestre)
- 11 octobre - Joël Denis (chanteur)
- 27 octobre - Suzanne Paradis (écrivaine)
- 6 décembre - Denis Monette (écrivain et journaliste) († 4 septembre 2023)
- 16 décembre - Jean O'Neil (écrivain et journaliste) († 22 mars 2025)
- 19 décembre - Pierre Nadeau (journaliste) († 3 septembre 2019)

## Décès
- 11 janvier - Harry Slater (homme politique)  (º 24 mai 1868)
- 29 avril - Elisabeth Bergeron (personnalité religieuse) (º 25 mai 1851)
- 7 mai - Isidore-Noël Belleau (avocat et homme politique) (º 7 mars 1848)
- 13 novembre - William Stephen Bullock (homme politique) (º 3 août 1865)
- 19 novembre - Louis-Arsène Lavallée (ancien maire de Montréal) (º 2 février 1861)

### Articles généraux
- Chronologie de l'histoire du Québec (1931 à 1959)
- L'année 1936 dans le monde
- 1936 au Canada

### Articles sur l'année 1936 au Québec
- Élection générale québécoise de 1936